# Deph Joe
Deph Joe (* 1977 in Wien als Joseph Boyewa) ist ein österreichischer Musiker.

## Werdegang
Deph Joe wurde als Sohn nigerianischer Einwanderer geboren. Er kommt früh mit Hip-Hop in Kontakt. Zunächst ist die Musik nur Hobby doch 1997 schließt er sich mit Funk MC zum Duo Die Symbiose zusammen und veröffentlicht erste Tracks. In der Wiener Rap-Szene tritt er unter dem Künstlernamen Skaraab auf. 1999 erfolgt mit der Formation Waxolutionists die erste Plattenveröffentlichung. Durch konstante Auftritte festigte er den Ruf als hervorragender Liveact. Um 2002 herum beginnt er in deutscher Sprache zu rappen und firmiert fortan unter Deph Joe.  Im Jahr 2009 wurde er für den Amadeus Austrian Music Award in der Kategorie HipHop/RnB nominiert.

## Diskografie

### Alben
- 2006: Nenn mich Deph (Cracked An Egg Records/Groove Attack)
- 2008: Hey Playa (Supercity/Groove Attack)

### Singles
- 2003: Bohemian Rapzodeez (Solid Pack/Groove Attack)